# Der Kuss (Tschechow)

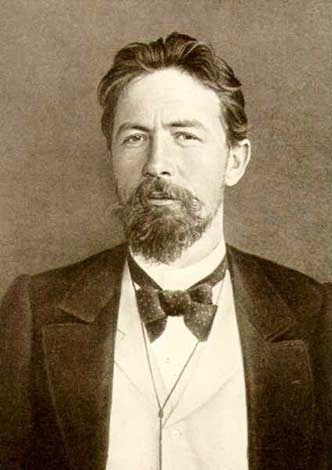
Anton Tschechow

Der Kuss (russisch Поцелуй, Pozelui) ist eine Erzählung des russischen Schriftstellers Anton Tschechow, die am 15. Dezember 1887 in der Sankt Petersburger Tageszeitung Nowoje wremja erschien.
Wladimir Czumikows Übertragung ins Deutsche kam 1901 bei Diederichs in Leipzig heraus. 1896 war eine deutschsprachige Fassung im ungarischen Donau-Temes-Boten erschienen. Andere Übersetzungen: 1890 ins Tschechische (Hubička), 1896 ins Slowakische (Bozk), 1897 ins Serbokroatische (Poljubac), 1899 ins Ungarische (A csók) und 1908 ins Englische (The Kiss).

## Handlung
Auf dem Wege ins Sommerlager rückt am 20. Mai gegen acht Uhr abends die Artilleriebrigade mit sechs Batterien zu je vier Geschützen im Kirchdorf Mestetschki ein. Der Gutsbesitzer Generalleutnant a. D. von Rabbeck bittet die Herren Offiziere zu Tisch. Eigentlich wollen die übermüdeten Offiziere nur noch ruhen, doch sie waschen sich, kleiden sich um und folgen der freundlichen Einladung. „Stabshauptmann Rjabowitsch, ein kleiner etwas krummer Offizier mit Brille und mit einem Backenbärtchen… ist wohl der schüchternste, bescheidenste, farbloseste Offizier der ganzen Brigade.“ Ihm gefällt „ein junges Mädchen in fliederfarbenem Kleid“. Er genießt die Musik, den Kognak und hält sich bei den Nichttänzern auf. Noch nie im Leben hat Hauptmann Rjabowitsch die Taille einer anständigen Frau umfasst. Nach einer Partie Billard mit dem Sohn des Hausherrn will Rjabowitsch zu den Tanzenden zurückkehren. Er verläuft sich in den Gemächern des Rabbeckschen Gutshauses. In einem völlig dunklen Zimmer wird der schüchterne Hauptmann von einer Frau geküsst – ein Versehen im Finstern. Trotzdem ist Rjabowitsch von den weichen, duftenden Frauenarmen, der warmen Wange und dem empfangenen Kuss wie verzaubert. Er überlässt sich dem ungekannten Gefühl. War es das fliederfarbene Fräulein gewesen?
Die Brigade zieht mit ihren Geschützen weiter. Der Hauptmann malt sich seine Zukunft mit jener Frau an seiner Seite aus. Rjabowitsch erzählt von der merkwürdigen Begegnung seinen beiden Kameraden. Einer der beiden, der Offizier Mersljakow, der unablässig im Europäischen Boten liest, vermutet in der unbekannten Schönen eine Psychopathin. Der verliebte Rjabowitsch lässt sich von solch abseitigem Gerede nicht beirren. Eine innere Stimme verspricht ihm, er werde diese Frau wiedersehen. Welche Freude! Auf dem Rückweg vom Sommerlager zum Standort werden die Offiziere in der Gegend oben genannten Kirchdorfes wiederum eingeladen. Oh je! Der Gastgeber heißt diesmal General Fontrjabkin. Rjabowitsch geht nicht hin.

## Hintergrund
Anton Tschechow schrieb in fast jeder Lebenslage. Als Beleg führt Wolf Düwel eine Stelle aus den Erinnerungen des russischen Schriftstellers Iwan Leontjew an. Tschechow hielt sich Anfang Dezember 1887 einige Tage in Petersburg auf. Anlass waren Besprechungen mit Verlegern. Leontjew betrat Tschechows Hotelzimmer und wollte sich schon leise zurückziehen, weil Tschechow – wie gesagt – eifrig schrieb. Der ehemalige Artillerist Leontjew musste bleiben und den Kuss auf Korrektheit der militärisch gefärbten Passagen kritisch durchsehen. Wenig später erschien die Geschichte in der Tageszeitung Nowoje wremja.

## Verfilmung
- 1983, Sowjetunion, Studio A. Dowschenko: Der Kuss[7] – Film von Roman Balajan[8] mit Oleg Jankowski als Stabshauptmann Rjabowitsch und Oleg Menschikow als Mersljakow.

## Deutschsprachige Ausgaben

### Verwendete Ausgabe
- Der Kuß, S. 586–607 in Gerhard Dick (Hrsg.) und Wolf Düwel (Hrsg.): Anton Tschechow: Das schwedische Zündholz. Kurzgeschichten und frühe Erzählungen. Deutsch von Georg Schwarz. 668 Seiten. Rütten & Loening, Berlin 1965 (1. Aufl.)